# Zpomalovač hoření
Zpomalovač hoření, retardér hoření nebo samozhášecí přísada je látka, která zpomaluje nebo zabraňuje hoření. Zpomalovače hoření se v požární ochraně používají velmi často. Nejčastěji používaným zpomalovačem hoření je voda, avšak termín se většinou používá pro chemické zpomalovače. Může se týkat i ochranné vrstvy na předmětu, například zpomalovače ve spreji, který se používá pro ochranu vánočních stromků proti ohni.
Ve Spojených státech dojde ročně ke zhruba 400 000 požárům v domácnostech s přímou škodou skoro 7 miliard dolarů. Vzhledem k důležitosti prevence proti požárům je zpomalování hoření velmi důležitou oblastí průmyslu.

## Jak zpomalovače fungují
Zpomalovače hoření obecně snižují hořlavost materiálů, buď fyzikální cestou, anebo chemickou reakcí, která zastavuje hoření.

### Fyzikální zpomalování
Existuje řada způsobů, které mohou fyzikálně zpomalovat proces hoření:
- Ochlazováním: Některé chemické reakce ochlazují materiál.
- Vytvářením ochranné vrstvy: Tato vrstva chrání zbývající materiál.
- Ředěním: Některé zpomalovače uvolňují při hoření vodu nebo oxid uhličitý. To může naředit radikály v plameni natolik, že to zabrání hoření.

Příkladem často používaného zpomalovače hoření je hydroxid hlinitý. Nejenže se rozpadá a uvolňuje vodní páru, ale také pohlcuje velké množství tepla, čímž ochlazuje materiál, a zbytkový oxid hlinitý vytváří ochrannou vrstvu. Tato látka tedy působí hned třemi způsoby najednou.

### Chemické zpomalování
- Reakce v plynné fázi: chemické reakce v plameni (tj. v plynné fázi) mohou být zpomalovači hoření přerušeny. Existují však situace, kde může být při použití zpomalovače vyvinutý plyn nebezpečnější. Obecně tato třída zpomalovačů používá halogeny, například brom nebo chlor.
- Reakce v pevné fázi: Tento druh zpomalovačů funguje tak, že rozbíjí plastické polymery, takže tají a odtékají z plamene. Přestože to umožňuje materiálům úspěšně projít určitými testy hořlavosti, je otázkou, zda tvorba hořlavých plastových kapének skutečně zvyšuje požární bezpečnost.
- Tvorba popela: Tyto zpomalovače v pevné fázi způsobují tvorbu uhlíkového popela na povrchu polymeru. Tento uhlík je mnohem méně hořlavý a chrání proti dalšímu hoření.
- Bobtnání: Tento typ zpomalovačů způsobuje nabobtnání pod ochrannou vrstvou popela, čímž zajišťuje lepší tepelnou izolaci. Kromě přidávání do plastů existují tyto zpomalovače i jako nátěry pro ochranu dřevěných staveb nebo ocelových konstrukcí.

## Zdravotní rizika
Některé zpomalovače hoření, jako jsou například polychlorované bifenyly (PCB), či různé bromované zpomalovače hoření (polybromované difenylethery, polybromované bifenyly), mohou představovat zdravotní riziko. Proto se na ně zaměřují nevládní organizace a také příslušná legislativa.
Některé zpomalovače mohou obsahovat těžké kovy, např. chrom, kadmium, měď, arsen, antimon, rtuť, thallium a olovo.